# Антиконгестант
Противоконгестивное средство или антиконгестант, деконгестант — противоотёчное средство, средство для снятия отёка слизистой. Чаще всего эти средства направлены на купирование насморка и заложенности носа. Некоторые антиконгестанты используются также и для анемизации. Относятся к группе сосудосуживающих средств.

## Этимология
От конгестия — прилив крови или других живых соков к одной части тела; скопление, нахлынь, от лат. congestus — набитый, полный.

## Фармакология
Подавляющее большинство антиконгестантов действует через повышение норадреналина и адреналина или за счёт стимулирования α-адренорецепторов. Это вызывает вазоконстрикцию кровеносных сосудов носа, горла и параназальных пазух, что приводит к сокращению воспаления и отёка слизистой.
Активными ингредиентами обычно являются фенилэфрин и псевдоэфедрин. Противоконгестивные спреи для носа и капли для глаз часто содержат оксиметазолин и используются для местного применения. Псевдоэфедрин действует косвенно на адренергические рецепторы, в то время как фенилэфрин и оксиметазолин являются прямыми агонистами.
Данные средства могут вызывать гипертензию, но большинство антиконгестантов не имеют данного эффекта из-за отсутствия реакции со стороны других адренорецепторов. Кроме того, к побочным эффектам относятся бессонница, беспокойство, головокружение, возбудимость и нервозность. Для уменьшения этих эффектов они могут назначаться вместе с антигистаминными препаратами.

## Список антиконгестантов
- Эфедрин
- Левметамфетамин
- Ксилометазолин
- Нафазолин
- Оксиметазолин
- Фенилэфрин
- Фенилпропаноламин
- Пропилгекседрин
- Псевдоэфедрин
- Синефрин
- Тетрагидрозолин